# Great Southern
Great Southen är en region i sydvästra Western Australia. Regionen har Medelhavsklimat och dess kust är ett populärt turistmål. Ekonomin domineras av boskapsuppfödning, främst får, och spannmålsodling. På senare tid har vinodling växt i betydelse. Den största staden, Albany, med 34 000 invånare (2015), är en viktig hamnstad och centrum för fiskerinäringen.
Regionen omfattar 12 lokala förvaltningsområden:
- Albany
- Broomehill-Tambellup
- Cranbrook
- Denmark
- Gnowangerup
- Jerramungup
- Katanning
- Kent
- Kojonup
- Plantagenet
- Woodanilling